# 企業法務
企業法務（きぎょうほうむ）とは、企業に関する法律事務をいう。
企業の法務部門や弁護士が担当する、事業（ビジネス）活動に伴い発生する法律問題の予防・対応・指導等の諸活動の総称である。
法律分野のうち主に企業法務において取り扱われるものをビジネスローという。

## 法務部門の概要
企業の法務部門は、文字通り、企業において企業法務を分掌する組織である。その名称は、「法務部」のほか、古くは「文書部」などという場合もある。

### 法務部門の目的
法務部門の機能は、主に以下の3つに分類される。
1. ビジネスが成功するよう法的観点から貢献すること。
2. 企業を法的リスクや信用毀損（レピュテーション）・リスクから守ること。
3. 2.のリスクが顕在化した場合の影響を最小化するため備えること。

すなわち、法務部門の使命は、経営層のパートナーとして、ビジネスが適法・適切に遂行できるように支援し、結果として安定的かつ持続的な事業活動を可能にすることにある。

## 企業法務の分類

### 活動場面による分類
企業法務は、活動場面によりおおむね以下のように分類される。
- 臨床法務

個々の法的トラブルへの個別具体的な対応をいう。具体的には、取引先の倒産対応、クレーム対応、不祥事対応等が含まれる。
- 予防法務

紛争や法的トラブルを事前に防止するための法的施策を講じることをいう。事後的対応である臨床法務だけでは損害を十分にリカバリーできないとの反省から普及した考え方である。契約書のチェック・修正（契約審査）、リスク・マネジメント体制の整備、コンプライアンスの徹底などが含まれる。
- 戦略法務

法律事務の側面から企業経営の重要な意思決定に参加することをいう。具体的には、M&Aや新製品の開発などにあたり、法的リスクの分析や効果的な知的財産権の活用法を提案することなどを通して、積極的に企業価値の向上に貢献する作用である。戦略法務の実施により、法務部門はコストセンターから一種の営業部門に変化すると指摘される。しかし、戦略法務に対応可能な法務部門はまだ少ないとされている。

### 機能による分類
事業価値の創造により重点を置いた考え方によれば、以下のような分類方法もある。
- パートナー機能

「経営や他部門に法的支援を提供することによって、会社の事業や業務執行を適正、円滑、戦略的かつ効率的に実施できるようにする機能」をいう。クリエーション機能とナビゲーション機能に細分化される。
- クリエーション機能

「現行のルールや解釈を分析し、適切に（再）解釈することで当該ルール・解釈が予定していない領域において、事業が踏み込める領域を広げたり、そもそもルール自体を新たに構築・変更する機能」をいう。
具体的には、新技術の登場などに合わせて、既存のルールの趣旨・経緯や時代背景を踏まえ、どこまでビジネスを拡大できるかを検討し、新規ビジネスを実現可能とするものである。先進的な欧米企業では企業法務の当然の機能と考えられており、「enabling function」などと呼ばれる。第四次産業革命が進展する中においては、ルールにコントロールされる側ではなく、主体的にルールメイキングに関与しうる主体となりつつある。ただし、あくまで社会的に受容される範囲内でルールや解釈の変更を検討するものであり、恣意的にルールを歪めるという意味ではない（企業の良心として、後述するガーディアン機能も同時に発揮される必要がある。）。
- ナビゲーション機能

「事業と経営に寄り添って、リスクの分析や低減策の提示などを通しじて、積極的に戦略を提案する機能」をいう。
取れるリスクと取れないリスクの峻別などの消極的対応と、「やってもいい」ことを示すことで事態を建設的に展開させる積極的な対応の双方が求められる。部門横断的なプロジェクトにおいては、法務に情報が集中するという特性を活かして、積極的にコントロールしドライブすることもできる。ただし、この機能を果たすためには、法務の知識だけでなく、対象事業に関する深い理解も必要となる。
- ガーディアン機能

「法的リスク管理の観点から、経営や他部門の意思決定に関与して、事業や業務執行の内容に変更を加え、場合によっては、意思決定を中止・延期させるなどによって、会社の権利や財産、評判などを守る機能」をいう。また、「違反行為の防止（リスクの低減を含む）、万一の場合の対処などにより、価値の毀損を防止する機能」をいう。
法務機能の中でも最も基礎的かつ重要な機能とされる。上記のように、法務部にはクリエーション機能として事業価値を最大化するためにベストを尽くすことも求められているが、同時にリスクに対する牽制機能も期待されており、それは他部門には果たし得ない機能だからである。なお、単に適法か違法かという観点のみならず、「社会的にみて受容されるか」という観点からの検討も求められる。そのためには、法律の専門知識だけでなく、各ステークホルダーの視点を持つ必要がある。

### その他の分類
業務の対象に着目して組織法務と取引法務に分類する考え方や、地域に着目して国内法務と国際法務に分類する考え方もある。

## 法務部門の業務の例

### 伝統的な業務
伝統的に、企業の法務部門では以下のような事務を行うとされる。
- 契約書案の社内審査
  - 事業に対する理解の深さの観点から、一次的な契約書案の作成は営業部門の業務とされることが多い。
  - 契約交渉の内容は経営判断に左右されるため、経営者・役職者の稟議となることも多い。したがって、法務部は契約の締結権限は持たないのが通常である。）
- 訴訟等の遂行
- 債権・債務の管理、立法動向への対応
- 社内向けの法律相談
- 社内向けの法教育
- 株主総会、取締役会などの運営
  - 組織全体に関わる事務として総務の担当とされることも多い。

ただし、企業によっては、狭義の法務部の担当は、契約書の審査、企業に関する紛争解決（訴訟や仲裁など）や企業刑事法務等とされており、株主総会、取締役会の事務局業務、コンプライアンス、内部統制等は総務部が担当する企業も多い。

### 新たな取り組み
法務部門として企業価値の向上により貢献するため、以下のような取り組みを行っている企業もある。
- ビジョンの策定

自社の経営課題を把握し、法務部としての具体的な課題を設定する。
- 現状把握

他部門にアンケートなどを行い、法務部門に期待されている内容とその達成度を把握する。
システム化により、法務担当者の抱える業務量や処理速度や、人員の経歴やスキルを可視化する。
- 方針決定・開示

グループ全体の理念や年度ごとの目標などに合わせた「法務部の理念」を社内的に宣言することで、相談しやすい雰囲気を醸成したり、各部署と信頼関係を構築したりしやすくする。
- リソースの強化

リーガルテックの導入、契約審査専門弁護士への外部委託などによりリソースを確保する。
- 体制整備

相談を待つのではなく、積極的に情報収集や提案を行い、他部門のパートナーとして信頼を勝ち取る。
担当者間の個人的繋がりなどの個人技に依存せず、体制として整備を行う。
- 現状・方針の再評価

上記の各取り組みが十分なものであったか、定期的に評価を行い、必要に応じて修正を行う。評価の結果を具体的に提示する。

### 非弁行為該当性
法務部門の担当者は弁護士資格を有しない場合が多いが、企業内部において自社の法律事務を取扱うことは、会社の自己の法律事務を取扱うものと解されることが通常であり、非弁行為に該当することは通常ない。
ただしこれは個別具体的な事情の総合判断によるものであり、法務担当者の外形に仮託して非弁業者が他人の法律事務を有償で取り扱う実質が認定されれば、非弁行為に該当しうる。
親会社法務部が子会社の法律事務を有償で取り扱う場合は、形式上別法人であるため非弁行為に該当する危険性が上昇するが、弁護士法72条の趣旨に反する事情（紛争介入目的で親子会社関係を作出した等）の事情がない限り、非弁行為には該当しない場合が多いと考えられている（これも個別具体的な事情次第であり、絶対的なものではない。）。

### 法務部門の設置状況
現在、ほとんどの大手企業・中堅企業には、法務部門が置かれ、契約書の審査やコンプライアンス、訴訟対応等の中心的な役割を担っている(法務本部、法務部等、企業により名称は様々である。)。小規模企業においては、総務部門、企画部門などに「法務課」「法規課」等の名称で、法務担当者を置くケースも見られるが、企業規模および事業の拡大とともに、「法務部」を設置する会社が増加している。
日本では、企業の法務担当者の交流団体として「経営法友会」があり、1200社以上が参加している。
経営法友会が2015年に行った調査では、日本の上場企業約950社のうち専門の法務部門を設置している企業は約7割であり、約250社が企業内弁護士を雇用している。さらに、全国の企業内弁護士数は2017年末には2000人を超えている。

## ビジネスロー
ビジネスローの定義には種々のものがある。企業法務の直訳としてはCorporate lawが選ばれることがあり、この場合には会社法など会社組織や運営に関する法律を中心としたニュアンスとなる。他方、ビジネスローという言葉には、ビジネスを規律する法律全般というニュアンスとなる。いずれにせよ、日本語でいう「企業法務」の範疇に含まれると考えられる。
Marson & Ferris 2018においては、英国におけるBusiness lawとして、英国の法制度全般、契約責任、損害賠償責任、会社法、代理店法、労働法および知的財産法が紹介されており、その範囲はCorporate lawよりもかなり広い。
著作権法は、従来は主に古典的な著作物のみを対象としていたが、21世紀に至り著作権の経済的価値が上昇したことに伴い、特許権と同様に企業戦略の柱の一つを構成するようになるなど、ビジネスローとしての性格を強くするに至った。

## 弁護士と企業法務
弁護士にとって企業法務とは、企業活動に関して企業のために行う法律事務を指す。
狭義には、一般企業法務（ジェネラル・コーポレート）、M&A、独占禁止法（競争法）、労働法（使用者側）、商取引などがある。
広義の企業法務を担う弁護士はビジネス弁護士、ビジネスロイヤーなどと呼ばれる。いわゆる「渉外弁護士」はこれに含まれる。狭義の企業法務を担う弁護士はコーポレートロイヤーと呼ばれる。
企業の法務担当者にとっては、弁護士との勉強会を開催するなど、日頃から担当弁護士と生きた実務情報を交換しておくことが重要となる。
広義の企業法務には、狭義の企業法務のほか、金融法務（ファイナンス）や事業再生、経営破綻時の法的整理（倒産）などが含まれる。企業に関する紛争解決（訴訟や仲裁など）や企業刑事法務、危機管理なども含めることも可能であろう。法律違反を含む企業不祥事が起きた場合、弁護士が記者会見に同席して助言したり、事実関係や原因の調査、事後処理や再発防止策の勧告を行う第三者委員会の委員に就いたりすることもある。
広義の企業法務には含まれないが、企業関係者から一般民事事件や家事事件、刑事事件の依頼を受けることもある。経営者の個人的問題であることもあれば、従業員の不祥事に分類される問題であることもある。
企業は、特定の弁護士や法律事務所と顧問弁護士契約を結ぶ場合もあれば、スポット案件を個別の弁護士に依頼することもある。近年では、企業側のニーズに合わせ、顧問弁護士に固執せず、案件の性質次第で適切な規模の弁護士を動員できる法律事務所に依頼する動きも出ている。
さらに、弁護士資格を持つ従業員（社内弁護士）を雇用する場合もある。